# Vanpeltita
La vanpeltita és un mineral de la classe dels òxids.

## Característiques
La vanpeltita és un sulfit de fórmula química (Mo₂O₅)(S⁴⁺O₃)·4H₂O. Va ser aprovada com a espècie vàlida per l'Associació Mineralògica Internacional en el mes de novembre de l'any 2023, i encara resta pendent de publicació. Cristal·litza en el sistema monoclínic.
Les mostres que van servir per a determinar l'espècie, el que es coneix com a material tipus, es troben conservades al Museu Mineral de la Universitat d'Arizona Alfie Norville, a Tucson (Arizona), amb el número de catàleg: 22733, i al projecte RRUFF, amb el número de mostra: R230006.

## Formació i jaciments
Va ser descoberta a la mina Freedom No. 2, situada al districte miner de Marysvale, dins el comtat de Piute (Utah, Estats Units), sent aquesta mina estatunidenca l'únic indret de tot el planeta on ha estat descrita aquesta espècie mineral.